# Derrick Byars
Derrick JaVaughn Byars (Memphis, Tennessee, 25 de abril de 1984) es un exjugador de baloncesto estadounidense, profesional durante diez temporadas. Mide 2,01 metros, y jugaba en la posición de escolta.

## Trayectoria deportiva

### Universidad
Sus dos primeros años como universitario jugó con los Cavaliers de Virginia, en los que promedió 7 puntos y 3,2 rebotes. Debido a desavenencias con su entrenador, decidió cambiar de universidad, por lo que, según las reglas de la NCAA, tuvo que permanecer un año en blanco. En 2005 pasó a formar parte de los Commodores de la Universidad de Vanderbilt. En su última temporada, tras promediar 17 puntos y 4,9 rebotes, fue elegido por los entrenadores como Jugador del Año de la Southeastern Conference.

### Profesional
Fue elegido en el puesto 42 de la segunda ronda del Draft de la NBA de 2007 por Portland Trail Blazers, quienes traspasaron sus derechos a Filadelfia 76ers, equipo por el que firmó contrato en verano de 2007